# 東野村 (岐阜県)
東野村（ひがしのむら）は、かつて岐阜県恵那郡にあった村である。
平成の大合併以前の恵那市南東部に該当し、現在の恵那市東野である。
阿木川およびその支流（飯沼川、小野川）沿いの村であった。
中心地は村の北西部であるが、それ以外は標高400から800mの山に挟まれた谷あいの地域である。北東部には高原（根の上高原）がある。

## 大字・字
- 大字:無し
- 字:向島、幸壽庵、袖畑、石畑、天王前、源吾輪、中島、下澤、砂田、音田、屋下、下屋下、大門、染戸、中染戸、橋戸、上橋戸、藤下、櫻本、笠作、中切、梨の木、川原、上川原、萬場、井の下、小麥田、若宮、干橋、高池、不毛、宮の前、梅塚、清水、庄次坊、大藪、石田、雲宮、斎仙坊、辻、辻下、山手、大畑、狐垣外、坂の下、遠郷、札掛、濱井場、松の木、小野川、小野川新田、小野川道上、伊織川、保古山、番屋、北山、山本、白坂、天王山、前山、花無山、朴の木、山の寺

## 歴史
- 平安時代末期から戦国時代末期まで、美濃国恵那郡遠山荘の一部。岩村城を本拠地とする地頭遠山氏の領地。
- 室町時代の応仁の乱の時、信濃松尾城主の小笠原家長と木曽の豪族木曾家豊が恵那郡に侵入。文明5年（1473年）から天文元年（1532年）の数十年間小笠原氏が大井城を拠点として恵那郡中部を支配。しかし天文2年（1533年）以降になると小笠原氏は家中の内紛により勢力が弱まり、遠山氏が恵那郡中部を奪還。
- 戦国時代末期武田氏が恵那郡に侵入し遠山氏の本拠地岩村城を占領し恵那郡を支配したが織田信長が武田軍を攻撃し恵那郡から追放。
- 江戸時代は岩村藩領となり、東野陣屋が設置された。
- 1889年（明治22年）7月1日 - 町村制により、東野村が成立。
- 1954年（昭和29年）4月1日 - 恵那郡大井町、長島町、三郷村、武並村、笠置村、中野方村、飯地村と合併し恵那市となる。

## 交通機関
- 国鉄明知線
  - 東野駅

## 学校
- 東野村立東野小中学校（現・恵那市立東野小学校。中学校は1956年に独立し恵那市立東野中学校（1957年廃校））

## 神社・寺院
- 宗久寺
- 八坂神社
- 度会神社
- 鷲尾神社
- 貴船神社
- 廣田神社

## 旧蹟
- 東野陣屋址
- 染戸五輪塔
- 宮之前五輪塔